# ألبرت ويلكس
ألبرت ويلكس (بالإنجليزية: Albert Wilkes)‏ (10 نوفمبر 1874 - 12 سبتمبر 1936) هو لاعب كرة قدم بريطاني (وحمل سابقاً جنسية المملكة المتحدة لبريطانيا العظمى وأيرلندا) في مركز الوسط. لعب مع أستون فيلا ونادي والسول ووست بروميتش ألبيون.

## وصلات خارجية
- ألبرت ويلكس على موقع قاعدة بيانات كرة القدم.إي يو (الإنجليزية)
- ألبرت ويلكس على موقع ناشيونال فوتبول تيمز (الإنجليزية)